# Robert Choquette
Robert Choquette (* 22. November 1905 in Manchester, New Hampshire; † 22. Januar 1991) war ein kanadischer Schriftsteller und Diplomat.
Choquette lebte seit 1914 in Montreal, wo er das Collège Saint-Laurent (1917–21) und das Loyola College (1921–26) besuchte. 1926 veröffentlichte er seinen ersten Gedichtband À travers les vents, für den er den Prix David erhielt, im Folgejahr seinen ersten Roman La Pension Leblanc. Im Jahr 1928 wurde er literarischer Leiter der Zeitschrift La Revue moderne, 1930 Bibliothekar der École des beaux-arts de Montréal.
Sein 1931 erschienener Gedichtband Metropolitan Museum gewann die Anerkennung der Literaturkritik. Seit Anfang der 1930er Jahre schrieb Roquette für den Rundfunk und wurde bekannt mit Serien wie  Le Curé de village (1935–38), La Pension Velder (1938–42) und Métropole (1943–56). Fernsehspiele von ihm wurden zwischen 1955 und 1975 in französischen Kanal von Radio-Canada ausgestrahlt. Daneben veröffentlichte er weitere Lyrikbände, darunter Poésies nouvelles (1933), Suite marine (1953) und die Oeuvres poétiques (1956).
1964 wurde Choquette kanadischer Generalkonsul in Marseilles, 1968 kanadischer Botschafter in Argentinien. Er war Mitglied verschiedener literarischer Gesellschaften, darunter der Académie canadienne-française, und erhielt mehrere Literaturpreise, u. a. dreimal den Prix David (1926, 1932, 1956), den Lyrikpreis der Académie française (1954), den Prix Duvernay (1954), den Prix Edgar Poe (1956) und den Prix international des amitiés françaises (1962). 1968 wurde er als Companion des Order of Canada geehrt.